# Église Sainte-Marie-des-Fontenelles de Nanterre
L’église Sainte-Marie-des-Fontenelles est une église catholique situé 30, avenue Félix-Faure, à Nanterre (Hauts-de-Seine), dans le quartier des Fontenelles.

## Description

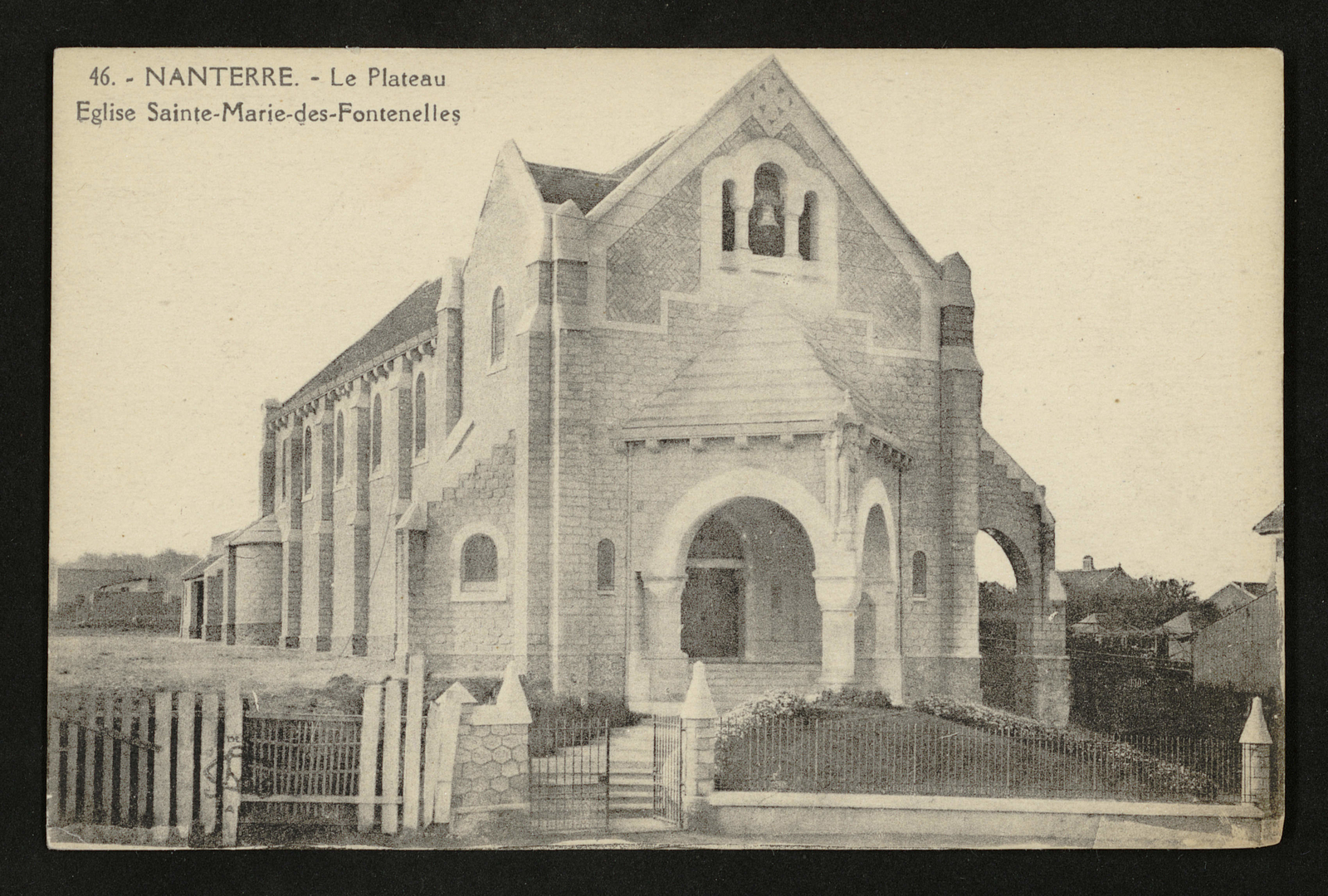
L'église Sainte-Marie.

Le chœur est d’orientation sud-ouest, ce qui est exceptionnel, et dû à la configuration du terrain. Le plan se compose d'un vaisseau divisé en six travées, et se termine par un chevet semi-circulaire.

## Historique

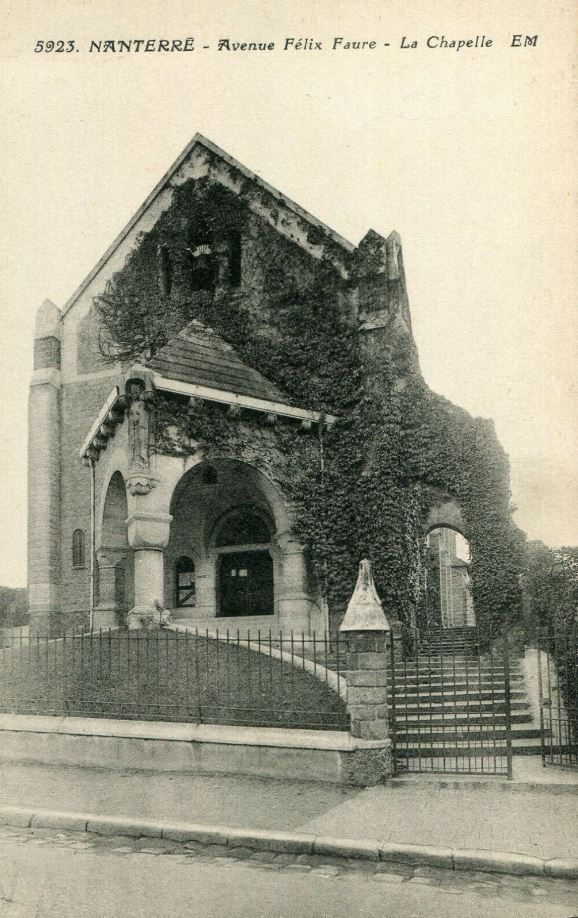
La chapelle vers 1900, avant qu'elle devienne une église paroissiale.

Le terrain, situé avenue Félix-Faure (anciennement avenue de Puteaux), a été offert par Marie Allez.
En 1920, l'église est érigée en paroisse et consacrée en 1923. L'église actuelle a été consacrée le 9 juin par le cardinal Amette.
En 2017, une campagne de restauration est entamée (chauffage, fissures, vitraux) par l'Œuvre des Chantiers du Cardinal.

## Description
La construction en charpente au sud abrite trois cloches posées le 20 décembre 1931.

## Paroisse

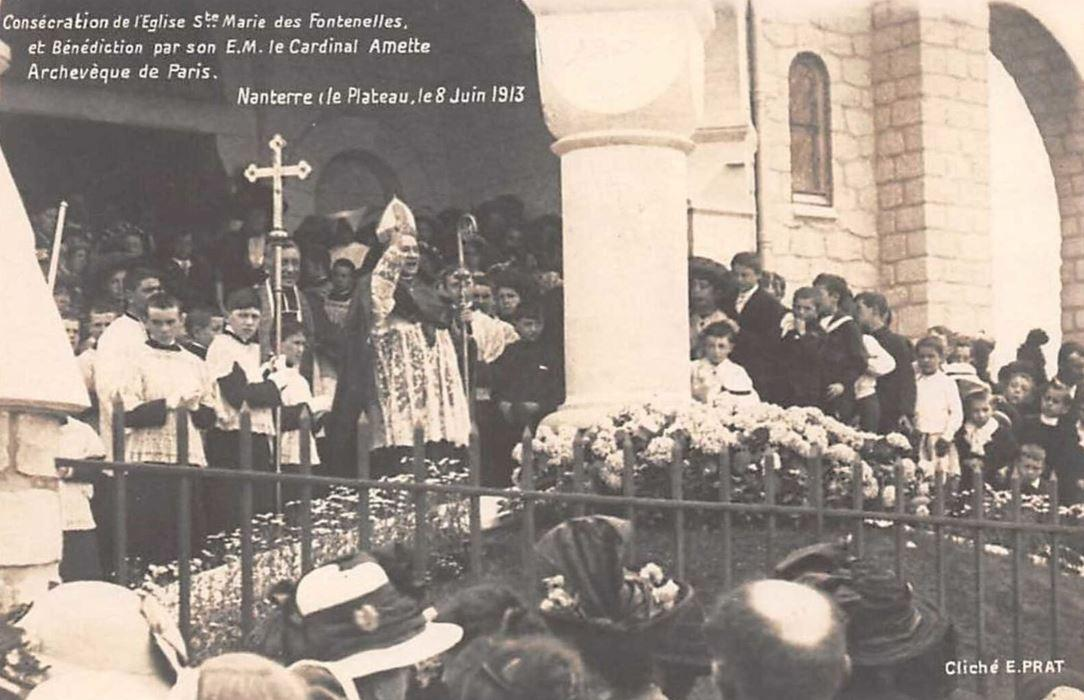
Consécration, cardinal Amette.

Tous les 8 décembre, en la fête de l'Immaculée Conception, une procession se déroule entre la chapelle Saint-Joseph-des-Fontenelles et l'église paroissiale.